# Kajuta

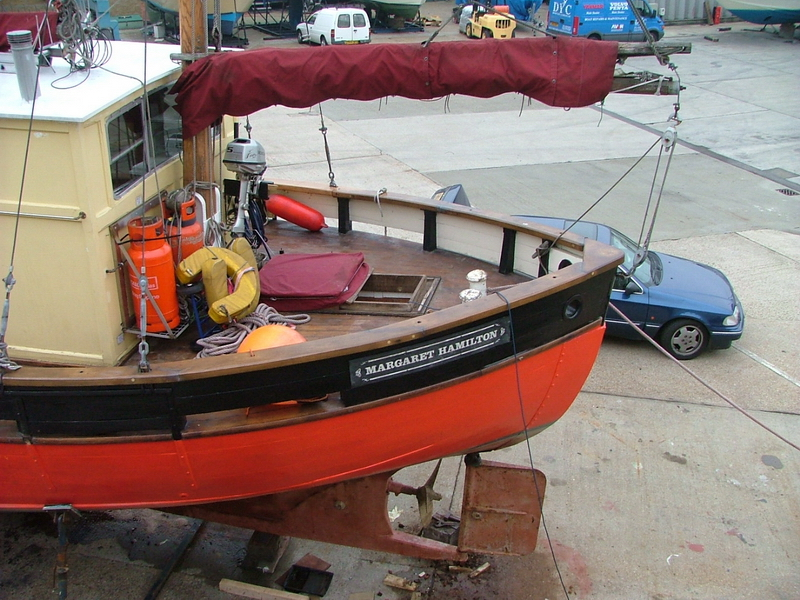
Kajuta, till vänster i bild.

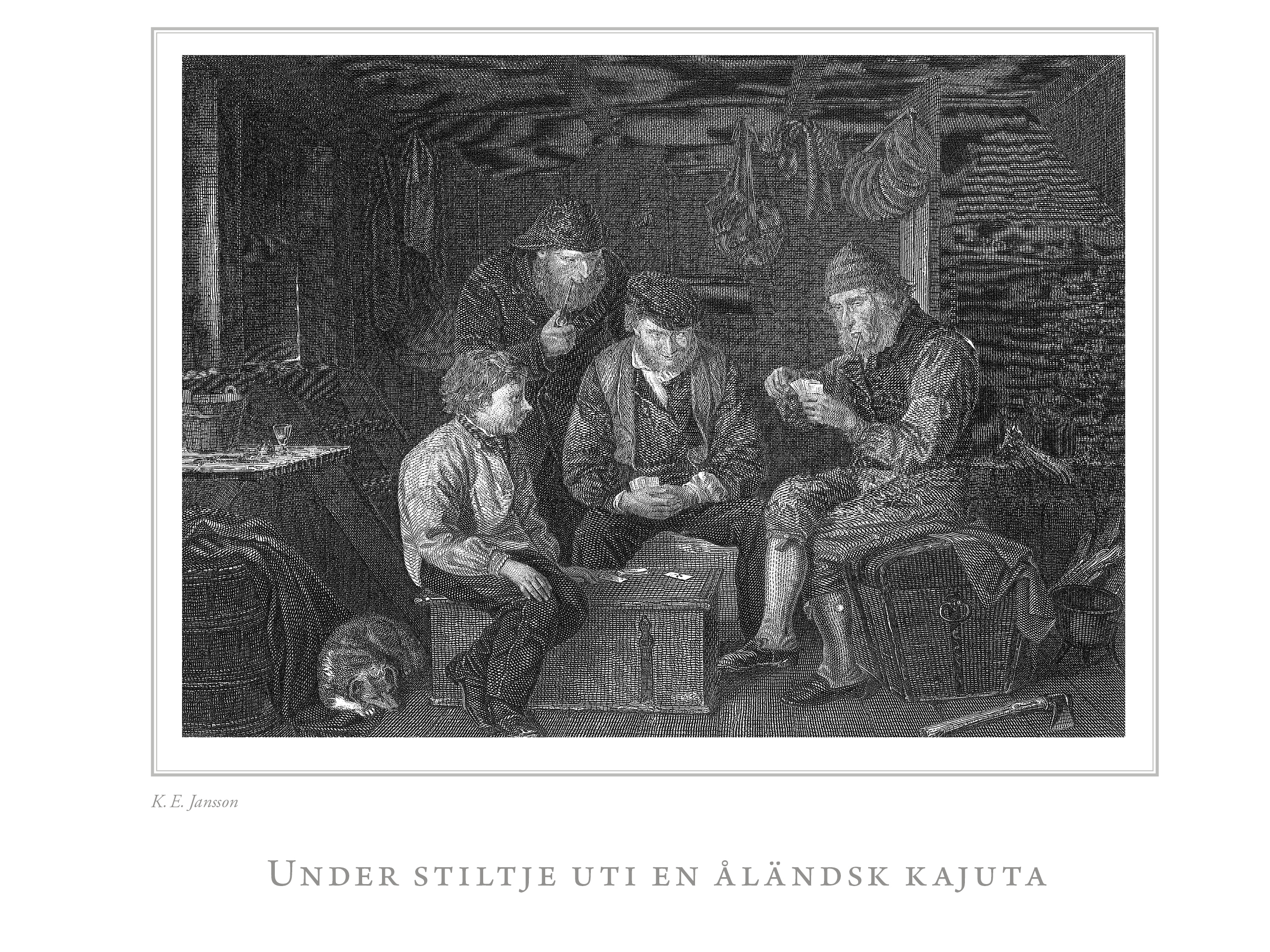
Inuti en kajuta, från En resa i Finland (1872–74)

Kajuta är på moderna båtar en beteckning på ruffen.[källa behövs] På äldre fartyg var kajutan skepparens hytt, eller på marina fartyg fartygschefens hytt. En av de mest kända kajutorna är från Amphion Gustav III:s lust- och stabsfartyg. Kajutan finns att se på Sjöhistoriska museet i Stockholm.